# Сторонні сили
Сторо́нні си́ли — загальна назва усіх відмінних від електростатичних механізмів дії на носії заряду, що змушують їх рухатися з областей із малою енергією в електричному полі до області з більшою енергією.
Сторонні сили необхідні для протікання струму в електричному колі. За своєю природою сторонні сили можуть бути різноманітними: в змінному магнітному полі — це магнітна індукція, в батарейках — хімічні реакції, в термопарах — тепло,в індукційному генераторі вони виникають за рахунок механічної енергії обертання ротора генератора.
Числовою характеристикою дії сторонніх сил є електрорушійна сила.